# Tulčík
Tulčík este o comună slovacă, aflată în districtul Prešov din regiunea Prešov. Localitatea se află la altitudinea de 260 m deasupra n.m., se întinde pe o suprafață de 12,81 km2 și în 2017 număra 1.325 de locuitori. Se învecinează cu comuna Demjata.

## Istoric
Localitatea Tulčík este atestată documentar din 1248.

## Demografie
| An:                | 1994 | 2004   | 2014   | 2024   |
| ------------------ | ---- | ------ | ------ | ------ |
| Număr de persoane: | 1271 | 1304   | 1327   | 1334   |
| Diferență:         |      | +2,59% | +1,76% | +0,52% |

| An:                | 2023 | 2024   |
| ------------------ | ---- | ------ |
| Număr de persoane: | 1324 | 1334   |
| Diferență:         |      | +0,75% |